# Synagoge (Lomnice u Tišnova)
Koordinaten: 49° 24′ 21,7″ N, 16° 24′ 44,1″ O

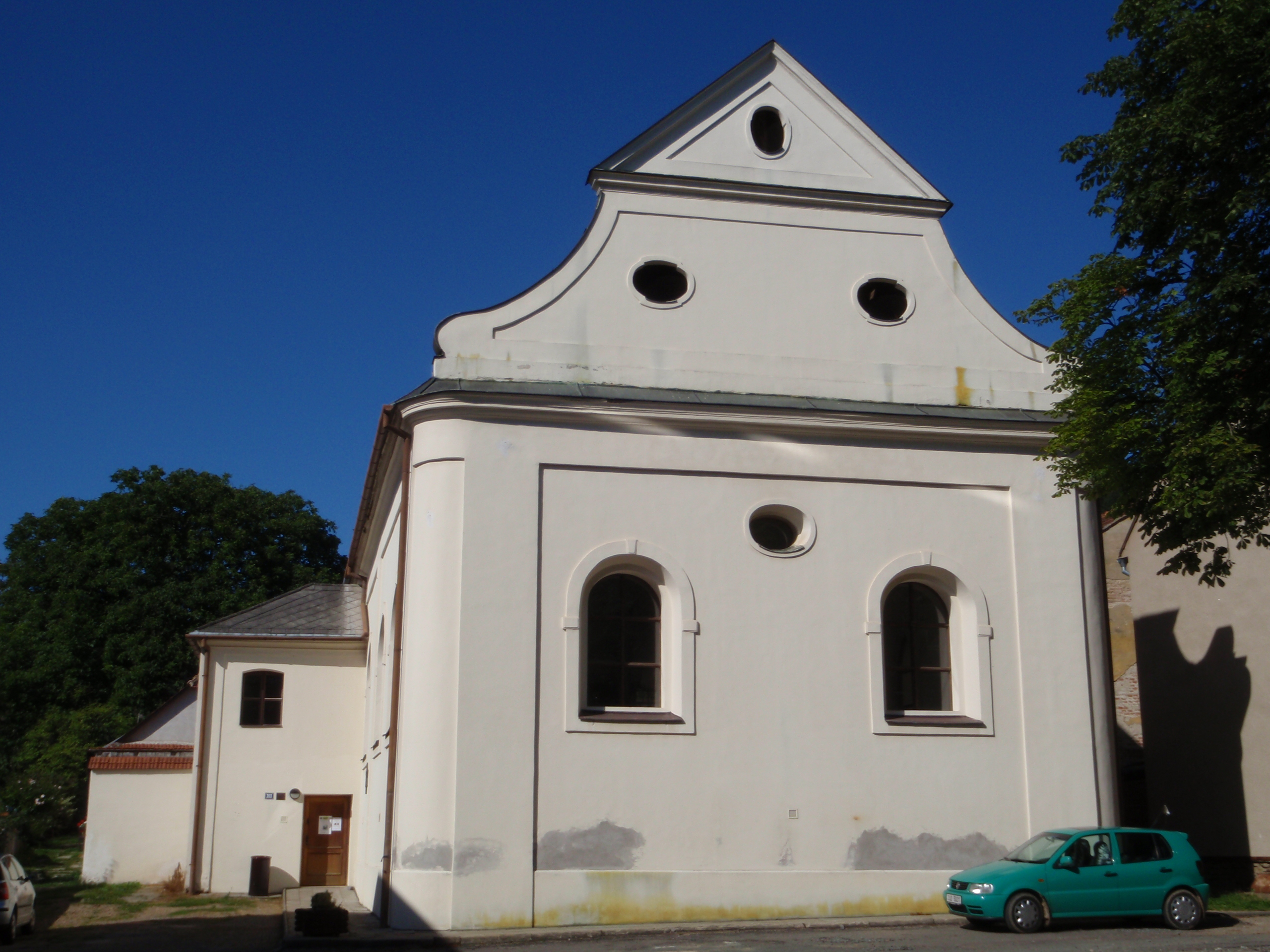
Synagoge in Lomnice u Tišnova

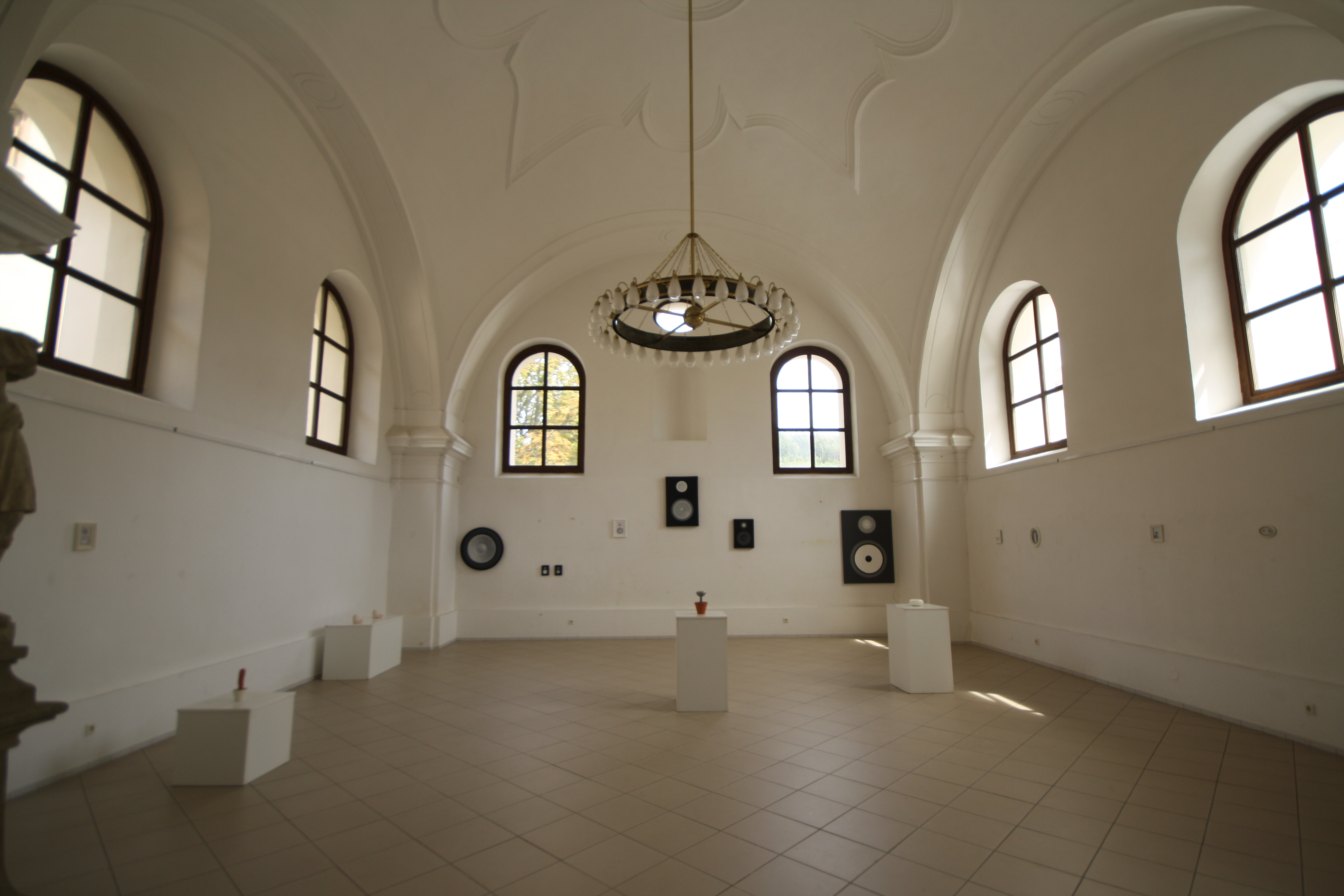
Innenansicht

Die Synagoge in Lomnice u Tišnova (deutsch Lomnitz), einer Minderstadt im Okres Brno-venkov in Tschechien, wurde zwischen 1780 und 1785 errichtet. Die profanierte Synagoge ist seit 1988 ein geschütztes Kulturdenkmal.

## Geschichte
Die im Stil des Spätbarocks gestaltete Synagogengebäude ersetzte ein älteres hölzernes Bethaus. Die Innenausstattung stammt  aus späterer Zeit. Im Jahr 1840 wurde eine Orgel in die Synagoge eingebaut.

## Heutige Nutzung
Das Synagogengebäude wurde umfassend renoviert und dient seit 1997 als Kulturhaus. Bei der Eröffnung wurde an der Fassade eine Gedenktafel angebracht, die den Opfern der Shoah gewidmet ist.